# Präambel zur Charta der Vereinten Nationen
Die Präambel steht vor den XIX Kapiteln der Charta der Vereinten Nationen und legt wichtige Ziele und Grundsätze der Charta fest. Die Charta wurde zum Abschluss der Konferenz über eine internationale Organisation am 26. Juni 1945 in San Francisco von 50 Gründungsstaaten unterzeichnet und ist am 24. Oktober 1945 in Kraft getreten. Das Statut des Internationalen Gerichtshofs ist Bestandteil der Charta. Der hier abgedruckte Text schließt die bis heute vorgenommenen Chartaänderungen ein. Der deutsche Text wurde am 9. Juni 1973 als amtliche Fassung der Bundesrepublik Deutschland im Bundesgesetzblatt veröffentlicht. Der offizielle Wortlaut in deutscher Sprache wird vom United Nations Regional Information Centre for Western Europe (UNRIC) wie folgt wiedergegeben:
WIR, DIE VÖLKER DER VEREINTEN NATIONEN – FEST ENTSCHLOSSEN,
künftige Geschlechter vor der Geißel des Krieges zu bewahren, die zweimal zu unseren Lebzeiten
unsagbares Leid über die Menschheit gebracht hat,
unseren Glauben an die Grundrechte des Menschen, an Würde und Wert der menschlichen Persönlichkeit,
an die Gleichberechtigung von Mann und Frau sowie von allen Nationen, ob groß oder klein, erneut zu
bekräftigen,
Bedingungen zu schaffen, unter denen Gerechtigkeit und die Achtung vor den Verpflichtungen aus
Verträgen und anderen Quellen des Völkerrechts gewahrt werden können,
den sozialen Fortschritt und einen besseren Lebensstandard in größerer Freiheit zu fördern,
UND FÜR DIESE ZWECKE
Duldsamkeit zu üben und als gute Nachbarn in Frieden miteinander zu leben,
unsere Kräfte zu vereinen, um den Weltfrieden und die internationale Sicherheit zu wahren,
Grundsätze anzunehmen und Verfahren einzuführen, die gewährleisten, daß Waffengewalt nur noch im gemeinsamen Interesse angewendet wird, internationale Einrichtungen in Anspruch zu nehmen, um den wirtschaftlichen und sozialen Fortschritt aller Völker zu fördern –
HABEN BESCHLOSSEN, IN UNSEREM BEMÜHEN UM DIE ERREICHUNG DIESER ZIELE ZUSAMMENZUWIRKEN.
Dementsprechend haben unsere Regierungen durch ihre in der Stadt San Francisco versammelten Vertreter, deren Vollmachten vorgelegt und in guter und gehöriger Form befunden wurden, diese Charta der Vereinten Nationen angenommen und errichten hiermit eine internationale Organisation, die den Namen „Vereinte Nationen“ führen soll.